# Condado de Owen (Indiana)
O Condado de Owen é um dos 92 condados do estado americano de Indiana. A sede do condado é Spencer, e sua maior cidade é Spencer. O condado possui uma área de 1 004 km² (dos quais 7 km² estão cobertos por água), uma população de 21 786 habitantes, e uma densidade populacional de 22 hab/km² (segundo o censo nacional de 2000). O condado foi fundado em 1819.